# 郡上八幡郵便局
郡上八幡郵便局（ぐじょうはちまんゆうびんきょく）は岐阜県郡上市にある郵便局。民営化前の分類では集配普通郵便局であった。

## 概要
住所：〒501-4299 岐阜県郡上市八幡町島谷776-1

## 沿革
- 1872年7月6日（明治5年6月1日） - 八幡（はちまん）郵便取扱所として開設[1]。
- 1875年（明治8年）1月1日 - 八幡郵便局（五等）となる。同年10月17日より為替取扱を開始。
- 1879年（明治12年） - 貯金取扱を開始。
- 1892年（明治25年）3月16日 - 八幡郵便電信局となる。
- 1903年（明治36年）4月1日 - 通信官署官制の施行に伴い八幡郵便局となる。
- 1948年（昭和23年）5月26日 - 特定郵便局から普通郵便局に局種別改定するとともに、美濃八幡郵便局に改称[2]。
- 1950年（昭和25年）8月11日 - 郡上八幡郵便局に改称[3]。
- 1956年（昭和31年）9月21日 - 電話通話および和文電報受付事務の取扱を開始[4]。
- 1956年（昭和31年）10月1日 - 相生郵便局から集配業務を移管。
- 1999年（平成11年） - 外国通貨の両替および旅行小切手の売買に関する業務取扱を開始。
- 2007年（平成19年）3月26日 - 美並郵便局および大和郵便局からそれぞれ「501-41xx」「501-46xx」区域の集配業務を移管[5]。
- 2007年（平成19年）10月1日 - 民営化に伴い、併設された郵便事業郡上八幡支店に一部業務を移管。
- 2012年（平成24年）10月1日 - 日本郵便株式会社発足に伴い、郵便事業郡上八幡支店を郡上八幡郵便局に統合。
- 2015年（平成27年）3月30日 - 西和良郵便局から「501-44xx」区域の集配業務を移管。

## 取扱内容
- 郵便、印紙、ゆうパック、内容証明
- 貯金、為替、振替、振込、国際送金、国債、投資信託
- 生命保険、バイク自賠責保険、自動車保険
- ゆうちょ銀行ATM
- 「501-41xx」区域（郡上市（旧郡上郡美並村域））、「501-42xx」「501-44xx」区域（郡上市（旧郡上郡八幡町域））、「501-46xx」区域（郡上市（旧郡上郡大和町域））の集配業務
- ゆうゆう窓口

## 周辺
- 郡上八幡城
- 郡上八幡旧庁舎記念館
- 郡上市立八幡小学校
- 国道256号
- 吉田川

## アクセス
公式サイトも参照
- 長良川鉄道越美南線 郡上八幡駅から北東へ約1.5km（徒歩約17分）
- 郡上市自主運行バス（郡上八幡コミュニティバス） 楽藝館前停留所下車
- 東海北陸自動車道 郡上八幡ICから南東へ約1.5km
- 駐車場あり：5台